# Folly Beach
Folly Beach è una città di 2.478 abitanti degli Stati Uniti d'America situata nella contea di Charleston, nello Stato della Carolina del Sud.